# گارسیا
گارسیا (به اسپانیایی: Garcia, Tarragona) یک شهرستان در اسپانیا است که در تاراگونا واقع شده‌است.

## خصوصیات
گارسیا ۵۲٫۴ کیلومترمربع مساحت و ۵۹۴ نفر جمعیت دارد و ۷۳ متر بالاتر از سطح دریا واقع شده‌است.